# Kapela Majke Božje Lauretanske u Lučkom
Kapela Majke Božje Lauretanske katolička je kapela sagrađena 1745. godine. Nalazi se u zagrebačkom naselju Lučko u četvrti Novi Zagreb - zapad. Sa sjeverne je strane okružena grobljem, a nalazi se u neposrednoj blizini župne crkva sv. Ivana Nepomuka. Kapela je zaštićeno kulturno dobro Republike Hrvatske. U prosinca 2019. godine nanovo ju je blagoslovio domaći župnik Dubravko Škrlin Hren, kada joj je vraćena liturgijska funkcija nakon 50 godina mirovanja.

## Povijest i arhitektura
Kapela je jednostavna, jednobrodna građevina s polukružno zaključenim svetištem. S njene jugozapadne strane nalazi se prigrađena sakristija, a zvonik je ukomponiranim u os glavnog pročelja. Svetište je uže i niže od lađe. Najstariji je dio kapele izgrađen je 1745. godine, a polovinom 19. stoljeća crkva je dograđena prema sjeverozapadu. O tom dograđivanju svjedoči natpis na zaglavnom kamenu ulaznog portala: " ... SURRENI ANNO 1851".
Kapela je preuređena i obnovljena prije ponovnog blagoslava 2019. godine. Njena se barokna unutrašnjost sastoji od istaknutoga svetišta s bogato ukrašenim drvenim glavnim oltarom, ostatcima zidnih slika na križnim svodovima iz 18. stoljeća te masivnim polustupovima koji podupiru poluobli strop. Na bočnom zidu pored svetišta su postavljene nefunkcionalne orgulje koje su bile premještene iz župne crkve.

## Galerija
- Kip na prednjem pročelju
- Raspelo na prednjem pročelju
- Kip na prednjem pročelju